# Mallos dugesi
Espèce
Synonymes
- Dictyna dugesi Becker, 1886
- Dictynoides arizonensis Chamberlin, 1919

Mallos dugesi est une espèce d'araignées aranéomorphes de la famille des Dictynidae.

## Distribution
Cette espèce se rencontre aux États-Unis en Arizona et au Nouveau-Mexique et au Mexique au Sonora, au Chihuahua, au Durango, au Jalisco, au Morelos, au Querétaro et au Guerrero entre 700 et 2 000 m d'altitude,,.

## Description
Les mâles mesurent de 3,12 à 4,73 mm et les femelles de 3,56 à 5,64 mm.

## Étymologie
Cette espèce est nommée en l'honneur d'Alfredo Dugès.

## Publication originale
- Becker, 1886 : Diagnoses de quelques arachnides nouveaux. Annales de la Société entomologique de Belgique, vol. 30, p. 23-27 (texte intégral).